# 斯尼胡里夫卡 (扎波罗热州)
47°14′45″N 35°50′16″E / 47.24583°N 35.83778°E
斯尼胡里夫卡（烏克蘭語：Снігурівка）是位於烏克蘭東南部的村莊，由扎波羅熱州波洛希區的托克馬克市鎮負責管轄。該村處於托克馬克河左岸，距離奧斯特里基夫卡和法布里奇内1.5公里，始建於1864年，面積760平方公里，海拔高度52米，2001年人口324。